# Salut les Mickey
Salut les Mickey est une émission de télévision française pour la jeunesse de Christophe Izard, d'après le célèbre programme américain The Mickey Mouse Club, et diffusée du 11 octobre 1983 au 24 décembre 1984 sur TF1.

## Historique
Salut les Mickey est la première adaptation française du Mickey Mouse Club, et produite par Christophe Izard (créateur de Casimir), en association avec Walt Disney Company. L'émission s'arrête en décembre 1984, Disney ayant signé avec FR3 pour proposer dès le 26 janvier 1985 Le Disney Channel. Le Disney Club sera la seconde adaptation du programme, diffusé à partir de janvier 1990 sur TF1.

## Principe de l'émission
L'émission est présentée par une troupe de comédiens, danseurs et chanteurs appelés les Mickey. Entre deux sketchs avec les invités du jour, alternent des chansons et des dessins animés issus du catalogue de Walt Disney Pictures, classiques ou extraits de longs métrages. 

## Distribution
- Présentation
- Sophie d'Aulan : Sophie
- Kate de Blois : Kate
- Nelly Co Quat : Nelly
- Patricia Elig : Candy
- Mimi Felixine : Kim
- Christian Bruster : Bobby
- Jean-Marc Chastel : Tom
- Thierry Redler : Billy

## Commentaires
On retrouvera une dizaine d'années plus tard, Patricia Elig et Thierry Redler dans Les Filles d'à côté.